# (200220) 1999 TC225
(200220) 1999 TC225 es un asteroide perteneciente al cinturón de asteroides, descubierto el 2 de octubre de 1999 por el equipo del Spacewatch desde el Observatorio Nacional de Kitt Peak, Arizona, Estados Unidos.

## Designación y nombre
Designado provisionalmente como 1999 TC225.

## Características orbitales
1999 TC225 está situado a una distancia media del Sol de 2,550 ua, pudiendo alejarse hasta 2,735 ua y acercarse hasta 2,364 ua. Su excentricidad es 0,072 y la inclinación orbital 5,045 grados. Emplea 1487,69 días en completar una órbita alrededor del Sol.

## Características físicas
La magnitud absoluta de 1999 TC225 es 16,9.